# ふたご座カッパ星
ふたご座κ星（ふたござカッパせい、κ Geminorum、κ Gem）は、ふたご座にある連星である。
見かけの等級は3.57と、肉眼でみえる明るさである。年周視差に基づいて太陽からの距離を計算すると、およそ141光年である。

## 位置
ふたご座κ星は、ふたご座の1等星ポルックスからみてほぼ真南の方向で、ポルックスとカストルとの間と同程度の離角にあり、4等星としては明るい方なので、みつけやすい恒星である。ふたご座の題材であるカストルとポルックスのうち、ポルックスの肩の辺りに位置する。

## 星系
ふたご座κ星から西南西に約7秒の位置には10等星があり、オットー・フォン・シュトルーヴェによって発見されたとされる。ふたご座κ星は、固有運動の変則性から位置天文学的連星と考えられ、7秒離れた対の恒星が、200年近く少しの離角の変化だけで運動を共にしていることから、伴星の候補とされている。この2つの恒星が真に連星であれば、実際の連星間距離は310 au以上になり、軌道周期は2900年を超えると見積もられる。それとは別に、分光観測による視線速度の追跡からは、小さいものの時間変化がみられ、分光連星である可能性が指摘された。その後、詳細な視線速度曲線が得られると、軌道要素が求められ、軌道周期11.7年、離心率0.71の連星を形成すると考えられる。
主星はG型巨星で、スペクトル型はG8 IIIに分類され、MKスペクトル分類ではG8 III星の標準星とされている。質量は太陽の2.6倍、半径は太陽の11倍と見積もられ、太陽の70倍くらいの光度が有効温度5,000 Kの光球から放射していると推定される。年齢は、6億年程度と見積もられている。

## 名称
中国語では、ふたご座κ星は、財貨としての薪を表し、厨房に燃料を供給する役人を意味したとみられる積薪（拼音: Jīxīn）という星官を単独で形成する。